# 알렉산드르 카르폽체프
알렉산드르 게오르기예비치 카르폽체프(러시아어: Алекса́ндр Гео́ргиевич Ка́рповцев, 1970년 4월 7일 ~ 2011년 9월 7일)는 러시아의 아이스하키 선수, 코치로 현역 시절 포지션은 수비수이다.
1987년 러시아 슈퍼리그의 HC 디나모 모스크바에서 데뷔했으며, 1990년 NHL 드래프트에서 퀘벡 노르딕스의 선택을 받았다. 하지만 곧바로 이적하지는 않고 계속 HC 디나모 모스크바에서 활약한 뒤 1993년 퀘벡 노르딕스와 계약했으나, 곧바로 내셔널 하키 리그의 뉴욕 레인저스로 팀을 옮겼다. 이후 시즌 종료 후 HC 디나모 모스크바로 복귀했으나, 한 시즌만에 다시 뉴욕 레인저스로 돌아왔다. 그 뒤 1999년 토론토 메이플리프스에 입단했으며, 2000년 HC 디나모 모스크바로 다시 돌아왔으나 시즌 종료 후 시카고 블랙호크스로 이적하였다. 이후 2004년 뉴욕 아일런더스와 계약했으며, 시즌 종료 후 시비리 노보시비르스크로 이적하였다. 그 뒤 시즌 도중 로코모티프 야로슬라블로 팀을 옮겼으며, 시즌 종료 후 플로리다 팬서스에 입단해 활약하다가 2005년 시비리 노보시비르스크로 복귀한 뒤 2007년 은퇴를 선언하였다.
또한 러시아 아이스하키 국가대표팀 소속으로 두 번의 세계 남자 아이스하키 선수권 대회(1993년, 2005년)에 출전했으며, 1993년 세계 남자 아이스하키 선수권 대회 금메달 및 2005년 세계 남자 아이스하키 선수권 대회 동메달을 따는 데 기여하였다.
은퇴 이후 2008년 친정팀인 로코모티프 야로슬라블에서 코치로 활동했으며, 시즌 종료 후 아크 바르스 카잔의 코치를 맡아 활약하다가 2010년 로코모티프 야로슬라블의 수석 코치로 복귀하였다.
2011년 9월 7일 HC 디나모 민스크와의 콘티넨탈 하키 리그 개막전을 치르기 위해 Yak-42를 타고 이동하던 도중 벨라루스 민스크-1 공항에서 2km 떨어진 지점에서 항공 사고가 발생했으며, 카르폽체프를 포함한 탑승객 44명이 그 자리에서 사망하였다.

## 같이 보기
- 로코모티프 야로슬라블 비행기 추락 사고